# Alatoseta tenuis
 Alatoseta tenuis   Compton, 1931 è una specie di pianta angiosperma dicotiledone della famiglia delle Asteraceae (sottofamiglia Asteroideae).  Alatoseta tenuis  è anche l'unica specie del genere  Alatoseta   Compton, 1931.

## Etimologia
Il nome generico (Alatoseta) deriva da due parole: "alato" (= con ali) e "seta" (= a consistenza setolosa) e fa riferimento alle larghe setole del pappo. L'epiteto specifico ("tenuis") indica un portamento snello e sottile.
Il nome scientifico della specie è stato definito dal botanico Robert Harold Compton (1886-1979) nella pubblicazione "Transactions of the Royal Society of South Africa" (Trans. Roy. Soc. South Africa 19: 314) del 1931. Il nome scientifico del genere è stato definito nella stessa pubblicazione.

## Descrizione
Habitus. La specie di questa voce ha un habitus di tipo erbaceo annuale. I cauli di queste piante sono provvisti del floema, ma non di canali resiniferi; mentre i sesquiterpeni lattoni sono normalmente assenti (piante senza lattice).
Fusto. La parte aerea in genere è eretta, semplice o ramosa.
Foglie. Le foglie sono disposte in modo alternato. La lamina è subintera con forme affusolate; i margini sono continui ma revoluti. La superficie di entrambe le facce è tomentosa.
Infiorescenza. Le sinflorescenze sono scapose (solitarie). Le infiorescenze vere e proprie sono formate da un capolino terminale peduncolato di tipo discoide (con fiori omogami) o disciforme (con fiori eterogami). I capolini sono formati da un involucro, con forme da cilindriche a campanulate, composto da diverse brattee, al cui interno un ricettacolo fa da base ai fiori. Le brattee, cartilaginee con apice color marrone scuro, sono disposte in modo più o meno embricato su più serie e possono essere connate alla base; talora possono avere un margine scarioso. Il ricettacolo è provvisto di pagliette a protezione della base dei fiori; la forma è piatta.
Fiori.  I fiori sono tetra-ciclici (formati cioè da 4 verticilli: calice – corolla – androceo – gineceo) e pentameri (calice e corolla formati da 5 elementi). Sono inoltre tubulosi, attinomorfi e si distinguono in:
- fiori del disco esterni: sono del tipo subradiato; sono femminili e filiformi;
- fiori del disco centrali: sono ermafroditi.

- Formula fiorale:

*/x K {\displaystyle \infty }, [C (5), A (5)], G 2 (infero), achenio
- Calice: i sepali del calice sono ridotti ad una coroncina di squame.
- Corolla: la forma della corolla normalmente è tubolare con 5 lobi (raramente 4); i lobi hanno una forma deltata o più o meno lanceolata (quelli periferici sono più allungati). I colori della corolla sono porpora (i fiori del raggio) e giallo (i fiori centrali).
- Androceo: l'androceo è formato da 5 stami sorretti da filamenti generalmente liberi; gli stami sono connati e formano un manicotto circondante lo stilo; le teche (produttrici del polline) sono prive di sperone, ma hanno la coda (una sola); le appendici apicali delle antere sono piatte; il tessuto endoteciale (rivestimento interno dell'antera) è quasi sempre polarizzato (con due superfici distinte: una verso l'esterno e una verso l'interno). Il polline è di tipo echinato (con punte sporgenti) a forma sferica, è formato inoltre da due strati di ectesine, mentre lo strato basale è spesso e regolarmente perforato (tipo “gnafaloide”).[9]
- Gineceo: l'ovario è infero uniloculare formato da 2 carpelli. Lo stilo (il recettore del polline) è intero o biforcato con due stigmi nella parte apicale. Gli stigmi hanno una forma ottusa; sono ricoperti dorsalmente da peli. Le superfici stigmatiche sono separate.[9]

Frutti. I frutti sono degli acheni con pappo. Gli acheni sono piccoli a forma ellissoide; la superficie è glabra; il pericarpo può essere percorso longitudinalmente da 2 – 5 fasci vascolari. Il pappo è ridotto a un corto anello con esili setole nude alternate a larghe squame alate.

## Biologia
Impollinazione: l'impollinazione avviene tramite insetti (impollinazione entomogama tramite farfalle diurne e notturne).

Riproduzione: la fecondazione avviene fondamentalmente tramite l'impollinazione dei fiori (vedi sopra).

Dispersione: i semi (gli acheni) cadendo a terra sono successivamente dispersi soprattutto da insetti tipo formiche (disseminazione mirmecoria). In questo tipo di piante avviene anche un altro tipo di dispersione: zoocoria. Infatti gli uncini delle brattee dell'involucro (se presenti) si agganciano ai peli degli animali di passaggio disperdendo così anche su lunghe distanze i semi della pianta. Inoltre per merito del pappo il vento può trasportare i semi anche a distanza di alcuni chilometri (disseminazione anemocora).

## Distribuzione e habitat
La specie di questa voce è distribuita in Sudafrica.

## Tassonomia
La famiglia di appartenenza di questa voce (Asteraceae o Compositae, nomen conservandum) probabilmente originaria del Sud America, è la più numerosa del mondo vegetale, comprende oltre 23.000 specie distribuite su 1.535 generi, oppure 22.750 specie e 1.530 generi secondo altre fonti (una delle checklist più aggiornata elenca fino a 1.679 generi). La famiglia attualmente (2021) è divisa in 16 sottofamiglie; la sottofamiglia Asteroideae è una di queste e rappresenta l'evoluzione più recente di tutta la famiglia.

### Filogenesi
Il genere di questa specie è descritto nella tribù Gnaphalieae (una delle 21 tribù della sottofamiglia Asteroideae) e in particolare nella sottotribù Relhaniinae. Da un punto di vista filogenetico, la tribù Gnaphalieae fa parte del supergruppo (o sottofamiglia) "Asteroideae grade"; l'altro è il supergruppo "Non-Asteroideae" contenente il resto delle sottofamiglie delle Asteraceae. All'interno del supergruppo è vicina alle tribù Senecioneae, Calenduleae, Astereae e Anthemideae.
La sottotribù Relhaniinae (Relhania Clade) è un gruppo formalmente riconosciuto appartenente alla grande tribù delle Gnaphalieae. La sua posizione è "basale" ed è "sorella" al resto della tribù. La sottotribù è caratterizzata dall'avere un pappo ridotto, le foglie con pubescenza adassiale (la parte abassiale è ricoperta da ghiandole puntate) e solcate, i capolini solitari e i cromosomi diploidi con numero 14. Relhaniinae, da un punto di vista filogenetico, è divisa in due cladi;  Alatoseta  insieme ai generi Athrixia, Lepidostephium, Pentatrichia e Phagnalon appartiene al primo clade (tutti generi monofiletici). Alatoseta insieme al genere Athrixia formano un "gruppo fratello" con il resto del clade.
Il cladogramma seguente, tratto dallo studio citato e semplificato, mostra una possibile configurazione filogenetica della sottotribù evidenziando la posizione della specie di questa voce.
|  | Alatoseta |
|  |           |
|  | Athrixia  |
|  |           |

|  | Phagnalon    |
|  |              |
|  | Pentatrichia |
|  |              |

|  | Alatoseta |
|  |           |
|  | Athrixia  |
|  |           |

|  | Phagnalon    |
|  |              |
|  | Pentatrichia |
|  |              |

|  | Alatoseta |
|  |           |
|  | Athrixia  |
|  |           |

|  | Phagnalon    |
|  |              |
|  | Pentatrichia |
|  |              |

|  | Alatoseta |
|  |           |
|  | Athrixia  |
|  |           |

|  | Phagnalon    |
|  |              |
|  | Pentatrichia |
|  |              |

|  | Alatoseta |
|  |           |
|  | Athrixia  |
|  |           |

|  | Phagnalon    |
|  |              |
|  | Pentatrichia |
|  |              |

|  | Alatoseta |
|  |           |
|  | Athrixia  |
|  |           |

|  | Phagnalon    |
|  |              |
|  | Pentatrichia |
|  |              |

|  | Alatoseta |
|  |           |
|  | Athrixia  |
|  |           |

|  | Phagnalon    |
|  |              |
|  | Pentatrichia |
|  |              |

|  | Alatoseta |
|  |           |
|  | Athrixia  |
|  |           |

|  | Phagnalon    |
|  |              |
|  | Pentatrichia |
|  |              |

I caratteri distintivi della specie  A. tenuis  sono:
- il colore dei fiori esterni varia da blu a porpora;
- il ricettacolo ha le pagliette;
- le squame del pappo sono alate.

Il numero cromosomico di queste piante è: 2n = 14.